# Letov Š-231

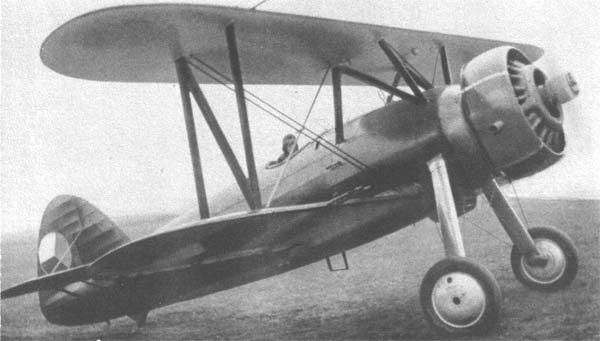
Letov Š-231

De Letov Š-231 is een Tsjecho-Slowaaks enkelzits dubbeldekker jachtvliegtuig gebouwd door Letov. De Š-231 werd ontworpen door ingenieur Alois Šmolík en was een verdere ontwikkeling op de Š-31. De Š-231 vloog voor het eerst op 17 maart 1933. In vergelijking tot de Š-31 was de Š-231 vooral aerodynamisch verbeterd, zo was er onder andere een Towning ring aangebracht.

## Specificaties
- Bemanning: 1, de piloot
- Lengte: 7,80 m
- Spanwijdte: 10,06 m
- Hoogte: 3,00 m
- Vleugeloppervlak: 21,50 m2
- Leeggewicht: 1 280 kg
- Startgewicht: 1 770 kg
- Motor: 1× door Walter gebouwde Bristol Mercury 9-cilinder V-S2, 412 kW (560 pk)
- Maximumsnelheid: 348 km/h
- Kruissnelheid: 310 km/h
- Vliegbereik: 450 km
- Plafond: 9 300 m
- Bewapening: 
  - 4× 7,92 mm ČZ vz.30 machinegeweren
  - 6× bommen tot 12 kg

## Gebruikers
- Spaanse Republikeinen
- Tsjecho-Slowakije